# Szolnoki Vízilabda Sportclub
Lo Szolnoki Vizilabda Sportclub è una società di pallanuoto ungherese, con sede nella città di Szolnok.
Il club fu fondato nel 1921 e milita nella prima divisione del campionato ungherese, che ha vinto per sei volte.

## Palmarès
- Campionato ungherese: 10

1954, 1957, 1958, 1959, 1961, 1964, 2015, 2016, 2017, 2021
- Coppa d'Ungheria: 6

1966, 1968, 1985, 2014, 2016, 2017

### Trofei internazionali
- LEN Champions League: 1

2016-2017
- Supercoppa LEN: 1

2017
- LEN Euro Cup: 1

2020-21

## Rosa 2022-2023
| N° |                        | Ruolo | Giocatore        |
| -- | ---------------------- | ----- | ---------------- |
|    | Ungheria (bandiera)    | P     | Mark Banyai      |
|    | Ungheria (bandiera)    | P     | Andras Gardonyi  |
|    | Ungheria (bandiera)    |       | Dániel Angyal    |
|    | Ungheria (bandiera)    |       | Dominik Balla    |
|    | Ungheria (bandiera)    |       | Zoltan Barandi   |
|    | Paesi Bassi (bandiera) |       | Bilal Gbadamassi |
|    | Ungheria (bandiera)    |       | Botond Horompo   |
|    | Ungheria (bandiera)    |       | Dávid Jansik     |
|    | Ungheria (bandiera)    |       | Ákos Konarik     |
|    | Ungheria (bandiera)    |       | Gergo Kovács     |

| N° |                     | Ruolo | Giocatore                 |
| -- | ------------------- | ----- | ------------------------- |
|    | Ungheria (bandiera) |       | Bruno Melkuhn             |
|    | Ungheria (bandiera) |       | Ádám Nagy                 |
|    | Ungheria (bandiera) |       | Pal-Szabo Norbert         |
|    | Ungheria (bandiera) |       | Attila Peto               |
|    | Ungheria (bandiera) |       | Norman Schmolcz           |
|    | Ungheria (bandiera) |       | Donat Simon               |
|    | Ungheria (bandiera) |       | Zsombor Levente Szeghalmi |
|    | Ungheria (bandiera) |       | Andras Teleki             |
|    | Croazia (bandiera)  |       | Ivan Zović                |